# Koç Holding
Koç Holding A.Ş. är ett turkiskt konglomerat som är Turkiets största företag efter omsättning och det enda turkiska företaget som fått plats på Fortune 500-listan. De har sina verksamheter inom byggindustri, energi, finans, fordon, försvarsindustri, informationsteknik, kapital- och konsumtionsvaror, livsmedel, sjöfart och turism.
Konglomeratet grundades 1963 av Vehbi Koç och har kontrollerats av Koç-släkten sen dess, släkten är Turkiets mest förmögnaste.
För 2018 hade de en omsättning på nästan 143,3 miljarder turkiska lira och en personalstyrka på 94 111 anställda. Deras huvudkontor ligger i Istanbul.

## Dotterbolag
Ett urval av dotterbolag:
- Arçelik A.Ş.
- Aygaz A.Ş.
- Beko
- Ford Otosan (41%)
- Opet Petrolcülük A.Ş.
- Otokar Otomotiv ve Savunma Sanayi A.Ş.
- Tofaş Türk Otomobil Fabrikası A.Ş.
- Türkiye Petrol Rafinerileri A.Ş.
- Yapı ve Kredi Bankası A.Ş.